# Allgäuer Brauhaus
L’Allgäuer Brauhaus est une brasserie appartenant au groupe Radeberger. L'entreprise brasse une large gamme d'une vingtaine de bières différentes. Le siège social est à Kempten (Allgäu), la ville d'origine de la brasserie, tandis que l'usine de fabrication est à Marktoberdorf.

## Histoire
La brasserie d'Allgäu est le résultat du processus de concentration sur une plus grande brasserie qui commence à Kempten en 1888. Ce processus est déterminé par Aktienbrauerei Kempten, Bürgerliches Brauhaus(fondée en 1899 par August et Robert Weixler) et Grünbaumbrauerei (August Schnitzer). Avant cela, le paysage urbain est caractérisé par de nombreuses petites brasseries. Allgäuer Brauhaus est fondée le 28 janvier 1911 par la famille Weixler et, à la fin de l'année, Grüne Baum famille Schnitzer) s'y ajoute. Outre les brasseries de la vieille ville, la brasserie de l'abbaye de Kempten, qui a ses origines en 1394 et dont la tradition est basée sur l'Allgäuer Brauhaus, est aussi reprise. La brasserie au centre de Kempten est construite en 1904.
Après la mort d'August Weixler fils en 1920, le retrait de l'entreprise de Robert Weixler et la mort d'August Schnitzer père en 1925, le conseiller de commerce Hans Schnitzer (1878-1964) prend la direction de la brasserie. De 1925 à 1926, une salle d'embouteillage pour la brasserie Allgäu est construite sur la Königstrasse selon les plans des frères Heydecker ; elle est aujourd'hui un monument historique. En 1937, la brasserie Aulendorf et d'autres petites brasseries sont reprises. Richard Härtle de Brauhaus Aulendorf présente la Teutsch Pils en 1901, une pils. Sa bière est expédiée vers d'autres continents par des bateaux et des zeppelins. La production à Aulendorf se poursuit jusqu'en 1965, puis transférée à Kempten.
Après la fin de la Seconde Guerre mondiale, Allgäuer Brauhaus incorpore les quatre brasseries restantes à Kempten. Le 1er octobre 1967, Mainzer Aktien-Bierbrauerei acquiert une participation majoritaire (55%) dans Allgäuer Brauhaus AG auprès des familles fondatrices Weixler et Schnitzer. Le processus de concentration se poursuit : en 1971 rachat de la brasserie Bayrischer Hof Kempten, 1970 fusion de Jedelhauser Kleinkötz et Sunnäu Schongau, 1972 fusion des brasseries Ichenhausen et Kleinkötz, 1973 rachat de Waldburg-Bräu Waldsee, 1981 rachat de la Brauerei zur Stadt Hamburg Kempten, 1989 reprise de Kaiserbräu Immenstadt, 1994 achat de Hirschbrauerei Ottobeuren.
En 1994, Allgäuer Brauhaus a pour clients environ 800 restaurants, dont 120 à Kempten, dont le restaurant-brasserie Zum Stift. En 1995, la brasserie a participé à la campagne "Dosenfreies Allgäu", mais ne peut empêcher la proportion de canettes dans l'Allgäu d'atteindre près de 10%. En 2003, la brasserie de Kempten reprend la Sailerbräu Franz Sailer KG de Marktoberdorf. Dans la même année, Allgäuer Brauhaus est achetée à 90,3% par la RB Brauholding pour le groupe Radeberger et donc Dr. August Oetker KG.
En 2004, le brassage de la bière à Kempten est abandonné et la production est transférée à Leuterschach. 8 millions d'euros sont investis dans la nouvelle brasserie de Leuterschach. Harald Platz abandonne la présidence du Conseil de Surveillance le 1er octobre 2005, Heinz Christ devient le nouveau directeur. En 2008, l'entreprise a 2 800 clients de la restauration et de la vente au détail. Allgäuer Brauhaus est impliquée dans des événements dans la région, notamment l'Allgäuer Festwoche. Afin d'augmenter l'utilisation des capacités de remplissage, Allgäuer Brauhaus embouteille pour une brasserie sœur au sein du groupe Radeberger. En 2008, la brasserie réalise un bénéfice de 173 000 euros, avec un chiffre d'affaires de 22,1 millions d'euros avec 137 employés. En 2011, le chiffre d'affaires est de 20,3 millions d'euros, le bénéfice de 3820 euros, il y a 114 employés.
La brasserie historique est démolie en avril 2013 et doit faire place à une reconstruction. La démolition est particulièrement controversée parmi la population de Kempten, car la brasserie est un symbole de la tradition brassicole et considérée comme façonnant le paysage urbain.

## Marques
Allgäuer Brauhaus-Festbier, Allgäuer Brauhaus-Osterfestbier, Allgäuer Brauhaus-Winterfestbier, Altenmünster Brauer-Bier urig/würzig, Altenmünster Brauer-Bier hopfig/herb, Altenmünster Maibock, Altenmünster Winterbier, Altenmünster Hefe-Weissbier, Alt Kemptener Weisse, Büble Edelbräu, Büble Radler, Büble Urbayrisch Dunkel, Büble Bayrisch Hell, Büble Edelweissbier, Büble Festbier, Fürstabt Hefeweizen, Fürstabt Hefeweizen leicht, Teutsch Pils, Steinbock, Zwickel naturtrüb, Original, Urtyp Export.